# Thalamoporella spinosa
Thalamoporella spinosa is een mosdiertjessoort uit de familie van de Thalamoporellidae. De wetenschappelijke naam van de soort is voor het eerst geldig gepubliceerd in 1989 door Chaney, Soule & Soule.